# Casa Marquet
La Casa Marquet és una obra de la Vall de Boí (Alta Ribagorça) inclosa a l'Inventari del Patrimoni Arquitectònic de Catalunya.

## Descripció
Petita unitat agropecuària familiar formada per l'edifici de l'habitatge i el de paller i corts, amb un espai d'era que ha perdut el paviment.
L'habitatge és de planta rectangular, amb semisoterrani, baixos, pis i golfes sota coberta a tres vessants i té una paret mitgera amb la casa del camí del Comú nº3.
L'edifici del paller és de planta rectangular amb teulada a dos vessants, amb una gran poeta a la planta baixa i una obertura sobre la porta, d'accés al paller.